# Янковська Степанида Миколаївна
Степанида Миколаївна Янковська (7 вересня 1938, село Рудня, тепер Дубровицького району Рівненської області) — українська радянська діячка, новатор сільськогосподарського виробництва, ланкова колгоспу імені ХІХ партз'їзду Дубровицького району Рівненської області. Депутат Верховної Ради УРСР 7-го скликання.

## Біографія
Народилася в селянській родині. Закінчила сільську семирічну школу.
З 1950-х років — колгоспниця, з 1963 року — ланкова колгоспу імені ХІХ партз'їзду села Рудня (центральна садиба у селі Людинь) Дубровицького району Рівненської області. Вирощувала високі врожаї льону та цукрових буряків.
Потім — на пенсії у селі Рудні Дубровицького району Рівненської області.

## Нагороди
- орден Трудового Червоного Прапора (1966)
- орден «Знак Пошани» (1971)
- бронзова медаль ВДНГ
- медалі